# Antoni Ferdyan
Antoni Ferdyan (ur. 13 czerwca 1898 w Pszowie, zm. 12 czerwca 1943 w Radomsku) − uczestnik trzech powstań śląskich oraz członek POW.

## Życiorys
Podczas trwania trzeciego powstania walczył w szeregach 14-go wodzisławskiego pułku powstańczego w rejonie Olzy i Bukowa. W sierpniu 1939 r. został wcielony do Ochotniczych Oddziałów Powstańczych, które walczyły z Niemcami w okolicach Zwonowice – Chwałęcice.
Po wkroczeniu Niemców na Śląsk ukrywał się w centralnej Polsce, walczył w ruchu oporu w Batalionach Chłopskich. W czasie jednej z akcji zbrojnej w 1943 r. odniósł poważne rany i dostał się do niewoli w ręce Niemców. Został zastrzelony w tył głowy przez żołnierza Wehrmachtu w Radomsku.